# Pedro Velarde
Pedro Velarde y Santillán (Muriedas (es), Cantabrie, Espagne, 19 octobre 1779 – † Madrid, 2 mai 1808) est un militaire espagnol, connu pour sa participation au Soulèvement du Dos de Mayo de la Guerre d'indépendance espagnole.

## Biographie
Né à Muriedas en 1778, dans le Valle de Camargo (Cantabrie), dans le manoir palatial de la famille Velarde (demeure publique, depuis 1966, qui accueille le Musée Ethnographique de Cantabrie (es)).
Le 16 octobre 1793, à 14 ans, il entre comme cadet au Collège Royal d'Artillerie de Ségovie (es). Il termine ses études classé second de sa promotion et il est nommé de sous-lieutenant le 11 janvier 1799. En 1801, il est appelé dans l'armée qui opérait au Portugal. Le 12 juillet 1802, il est passé lieutenant et le 6 avril 1804 capitaine. Le 1er août de cette année, il est entré comme professeur de l'Académie où il avait étudié. C'était un authentique expert dans la mesure de la vitesse des projectiles. Il a occupé le poste de professeur jusqu'au 1er août 1806, date où il a été nommé Secrétaire de la Junta Superior Económica del Cuerpo de Artillería, ce qui l'a amené à résider à Madrid pour être à l'État Major, charge qui lui permettait de disposer de nombreuses informations. Joachim Murat a essayé de l'attacher à la cause napoléonienne, ce à quoi Velarde a répondu qu'« il ne pouvait quitter le service de l'Espagne sans la volonté expresse du roi, de son corps et de ses parents ».

### Soulèvement du 2 mai

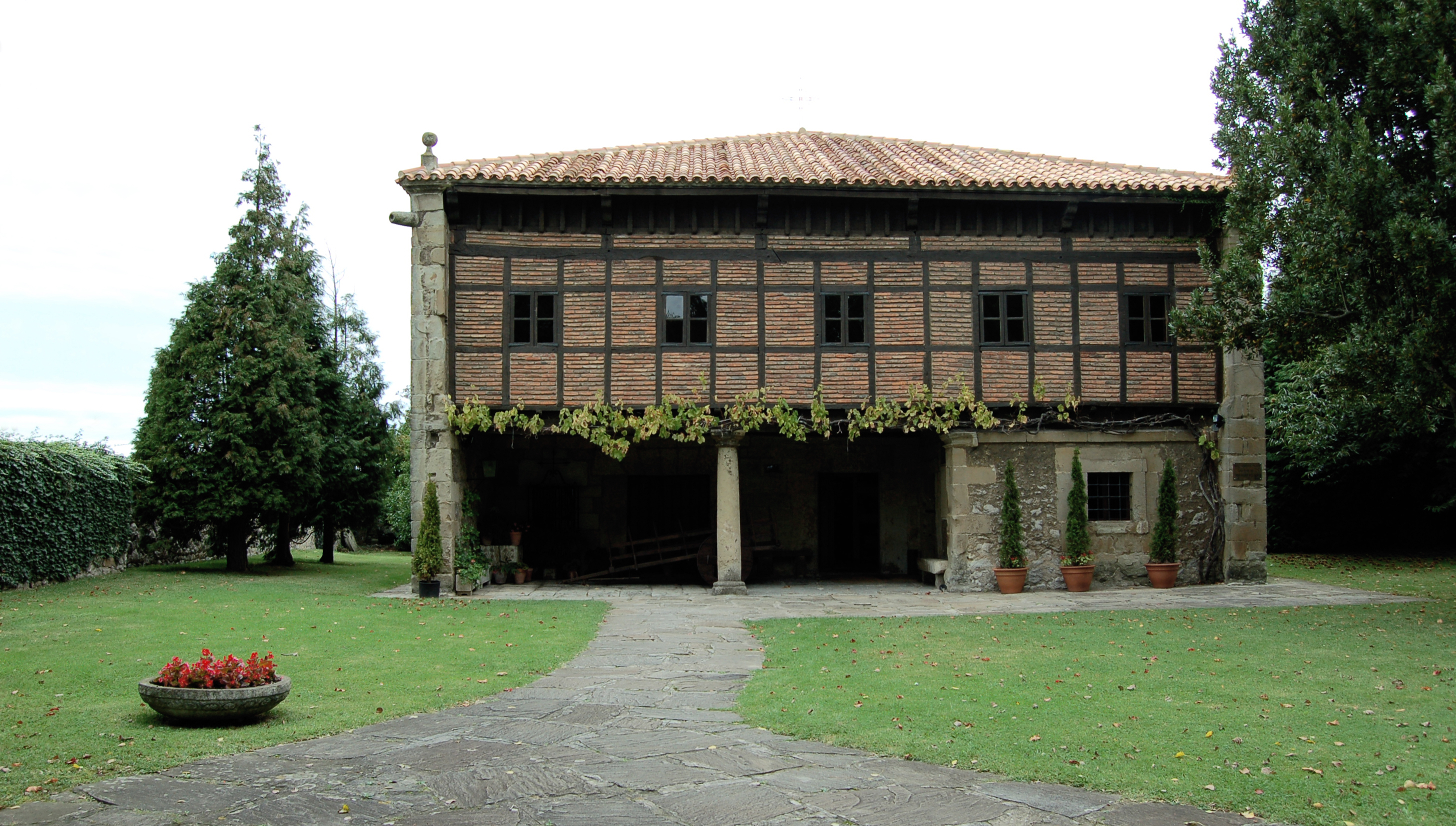
Casona solariega de los Velarde à Muriedas (Cantabrie), lieu de naissance de Pedro Velarde. Actuellement c'est un musée sur l'ethnographie de Cantabrie mais possède une salle consacrée au héros.

Après l'échec de son plan de soulèvement général monté avec Luis Daoíz, déjà en 1808, Velarde a suivi son destin jusqu'à ce que, le matin du deux mai, en entendant les premiers coups de feu, il s'exclame :
« Il est nécessaire que nous nous battions; il est nécessaire que nous mourrions; nous allons nous battre contre les français. »
Il alla au Parc d'Artillerie de Monteleón, où il désarma la garde française qui surveillait que les espagnols ne fabriquent pas plus de munitions que nécessaire, réussit à convaincre Daoíz qu'il fallait donner des armes au peuple et à tous les deux ont préparé la défense de la caserne.
Alors que Daoíz était déjà tombé, Velarde a été mortellement blessé par un tir à bout-portant d'un officier de la Garde Noble de Pologne. Velarde a été enterré dans l'église San Martín cette même nuit à côté de Daoíz et d'autres soldats espagnols.

## Monuments et hommages
Le 2 mai 1814, ses restes ont été transférés, avec ceux de Luis Daoíz, à la collégiale de San Isidro el Real comme hommage à leur sacrifice. Aujourd'hui ils reposent dans le cénotaphe qui en leur honneur a été érigé en 1840 au Monumento a los héroes del Dos de Mayo du Paseo del Prado de Madrid. Les deux lions de bronze qui ornent l'entrée principale du Congrès des députés à Madrid, fondus en la Real Fábrica de Artillería de Sevilla, ont reçu les noms de "Daoíz y Velarde" en honneur aux deux militaires espagnols. De même il faut rappeler le monument qui en souvenir des deux principaux centres de la résistance du 2 mai se trouve sur la place d'accès à l'Alcazar de Ségovie.
À Santander existe également une statue (43° 27′ 42,47″ N, 3° 48′ 22,22″ O) qui en  2007 a été rénovée et placée sur la plaza Porticada (es) ou place de Velarde (antérieurement elle était dans les jardins de Pereda), après des travaux d'adaptation du lieu. Sur le monument, il y a une inscription qui dit: "Santander à la gloire du héros. 1880".

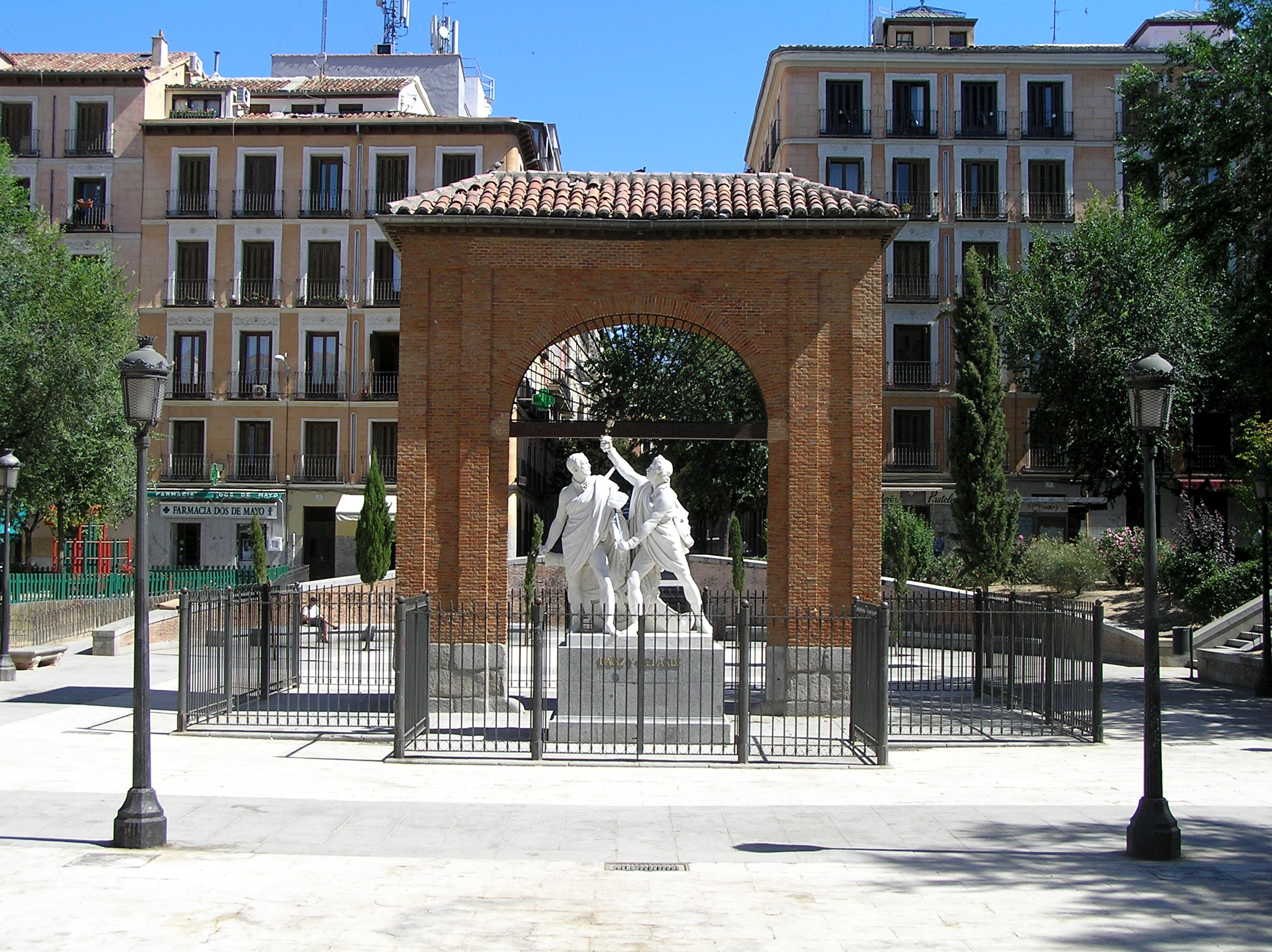
Monument à Luis Daoíz y Pedro Velarde sur la Plaza del 2 de mayo de Madrid.
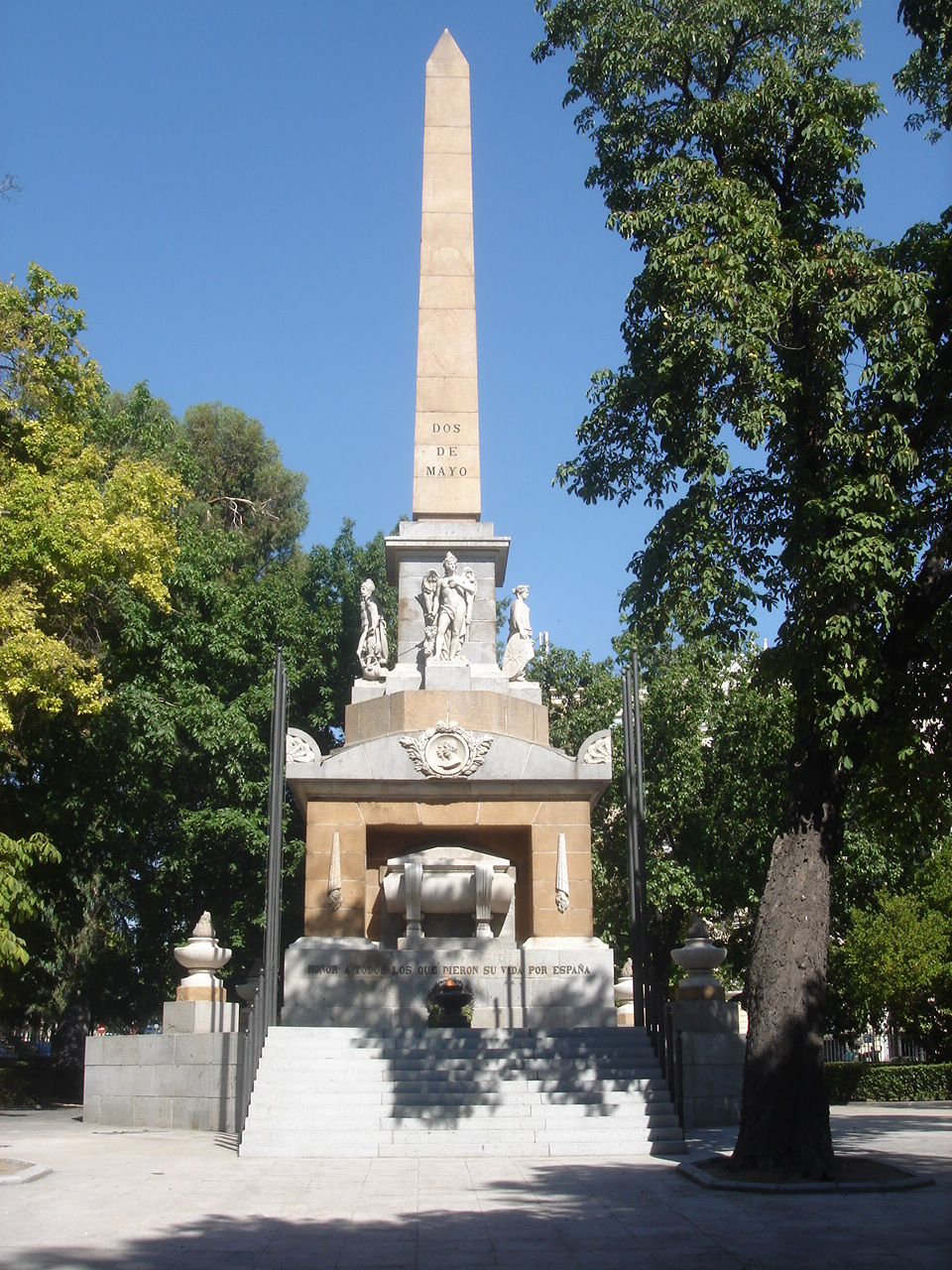
Cénotaphe au Monumento a los héroes del Dos de Mayo
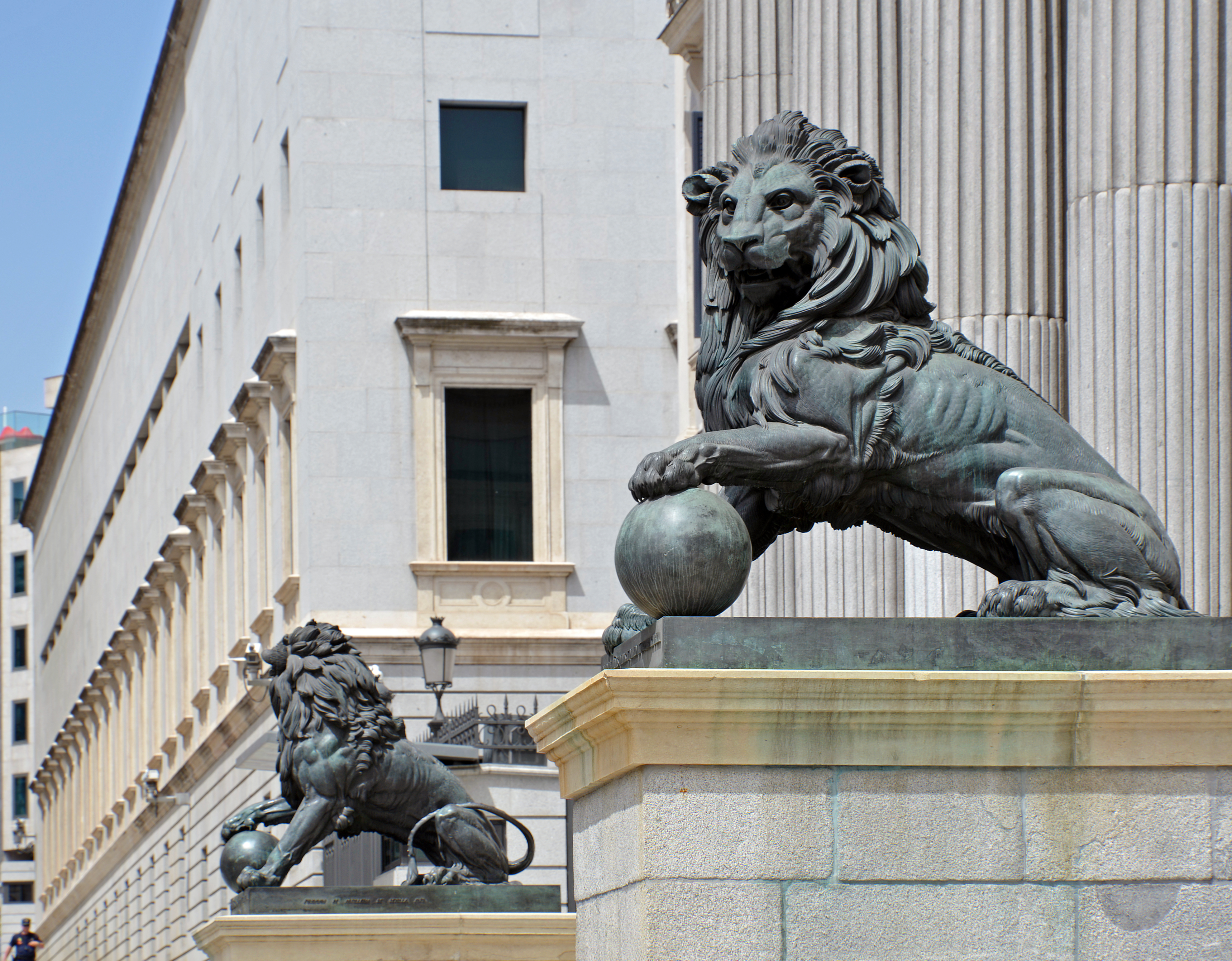
Lions devant le Congrès des députés à Madrid
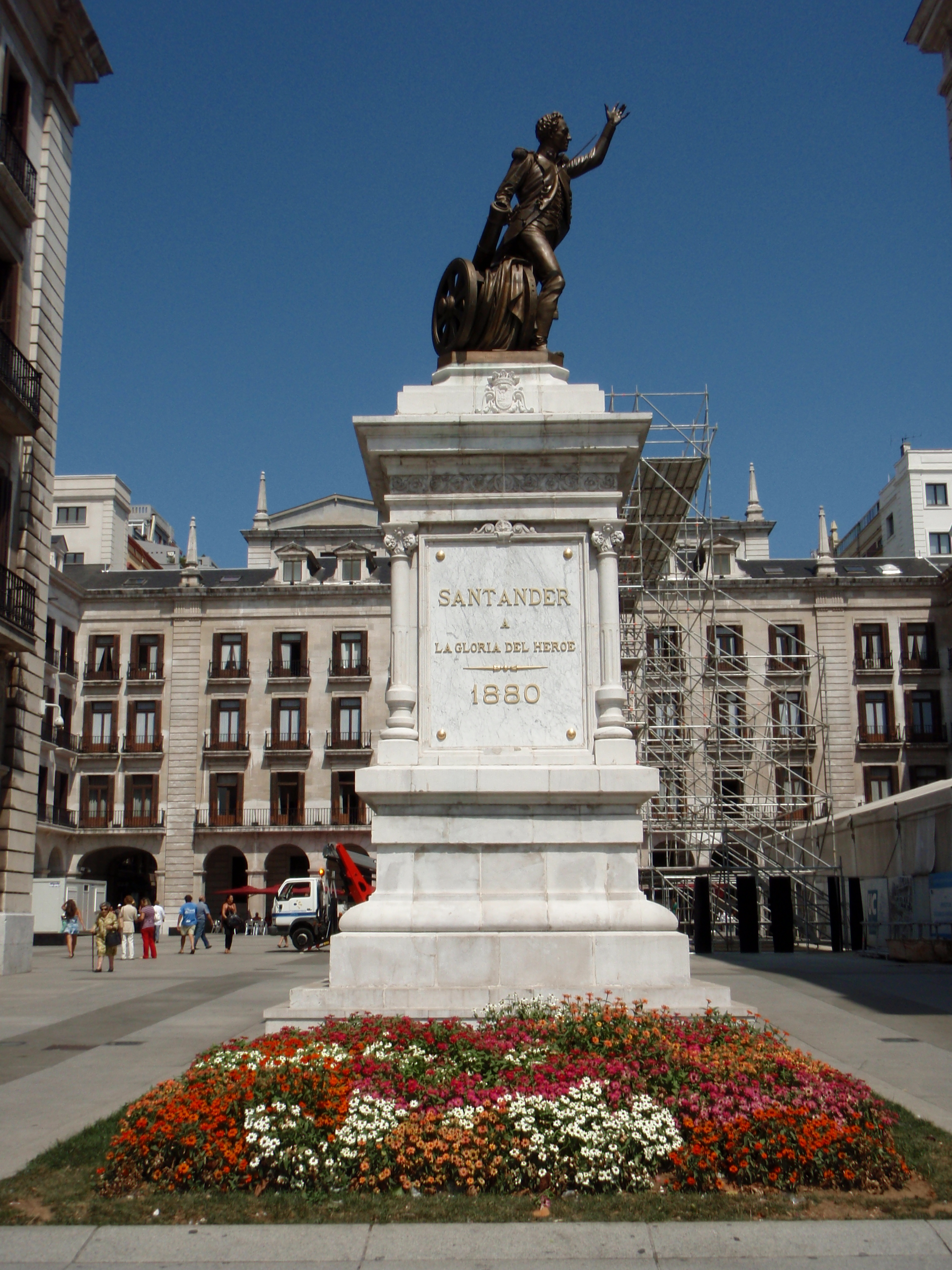
Statue érigée à Santander en mémoire de Pedro Velarde. Sur la statue il y a une inscription qui dit: Santander à la gloire du héros. 1880.